# Zou Kai
Zou Kai (chinesisch 邹 凯, Pinyin Zōu Kǎi; * 25. Februar 1988 in Luzhou, Sichuan) ist ein chinesischer Turner.
Zou hat sich als Sportler auf das Geräteturnen spezialisiert, aber ist insbesondere für seine Erfolge im Bodenturnen bekannt. Er gewann im Turnen in den vergangenen Jahren mehrere nationale und internationale Wettkämpfe. Bei den Olympischen Sommerspielen 2008 in Peking errang er die Goldmedaille beim Bodenturnen und am Reck in den Einzelwettbewerben sowie Mannschaftsgold mit dem chinesischen Team. Somit ist er der zweite Chinese (Li Ning erreichte dies zum ersten Mal 1984), der drei Goldmedaillen bei einem olympischen Turnier gewonnen hat. Bei den Weltmeisterschaften konnte er 2006, 2007 und 2011 Gold im Mannschaftsmehrkampf gewinnen. Im Bodenfinale reichte es 2009 und 2011 für Silber, am Reck 2011 für Gold. 2012 folgte bei den Olympischen Sommerspielen in London ein erneuter Erfolg im Mannschaftsmehrkampf und am Boden sowie Bronze am Reck. Mit zweimal Gold und einmal Bronze war er der erfolgreichste männliche Turner bei den Spielen.